# Vlag van Formentera

Vlag van Formentera

De vlag van Formentera bestaat uit de senyera met daarboven het wapenschild van het eiland, dat een centrale positie inneemt. Dit wapen is ruitvormig met een blauwe achtergrond en daarboven een gouden toren die wordt ondersteund door een zilveren golvende voet en wordt geflankeerd door twee gouden korenaren en, in het bovenste gedeelte, een klein vierribbig wapenschild.
De vlag is sinds 2010 officieel op dit Spaanse eiland, samen met het wapen.